# Envidia (mitología)

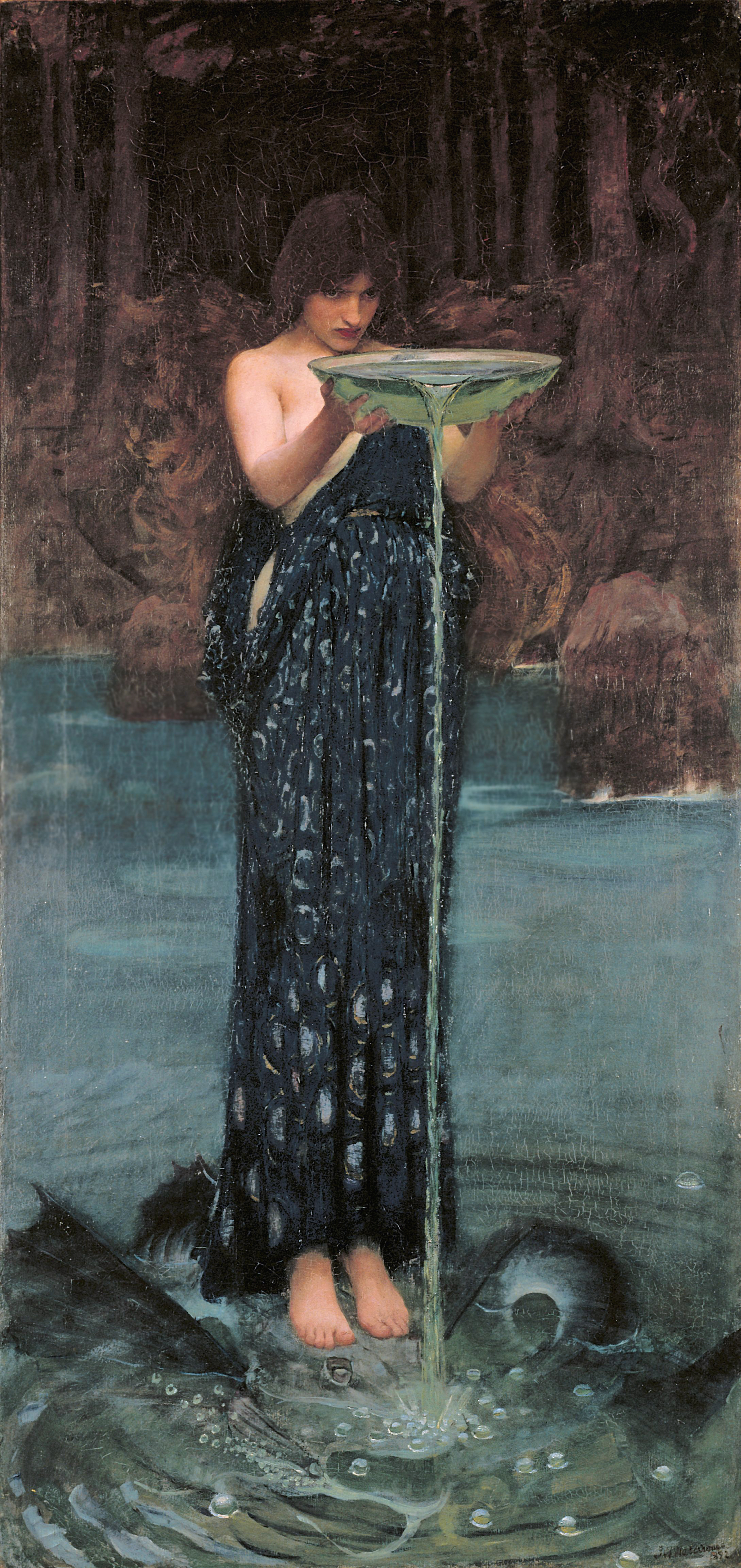
Circe envidiosa by John William Waterhouse, Art Gallery South Australia

Envidia (del latín: Invidia) en la mitología romana, era la diosa que personificaba la venganza y los celos. Su equivalente en la mitología griega era la fusión entre Némesis y Ptono.

## Envidia en la literatura

### Aglauro, Mercurio y Herse
La aparición estelar de Envidia en la literatura romana la hace en Las metamorfosis de Ovidio, donde es descrita exactamente como los griegos imaginaban a su diosa de la venganza, Némesis. Así es como las personificaciones griegas de la venganza divina y los celos quedan unidas en la mitología latina en una sola entidad. 
Como preámbulo de la actuación de Envidia, Ovidio cuenta como Erictonio, hijo de Tellus (Gea), llamada también Terra, había quedado al cuidado de tres princesas atenienses: Aglauro, Pándroso y Herse. La diosa Minerva, compadecida del infante Erictonio, lo recogió ni bien hubo salido de las entrañas de Terra, que no lo quería (por ser hijo de Vulcano - el Hefesto griego-, lo que no se menciona en el libro), y se lo dio a las tres muchachas antes mencionadas escondido en un canastillo; encargándoles que por ningún motivo lo abrieran (pues tal vez ellas pensaran que el niño era suyo, y ella no quería manchar su reputación de deidad virgen). Sin embargo, la princesa Aglauro no pudo contener la curiosidad, así que abrió el canastillo. Minerva, que no ignoraba lo que había sucedido, planeó su venganza. Sin embargo no la ejecutó inmediatamente.
Un día en el que se celebraba una fiesta en honor de la diosa, estando Herse presente, Mercurio (Hermes) la ve e instantáneamente se siente atraído por ella; entonces acude a Aglauro para que haga de mediadora ante Herse y así abrir un camino para conquistarla, y esta acepta aunque pidiendo oro a cambio; pero Minerva, siempre atenta, a pesar de odiar terriblemente a Envidia se dirige a su morada para solicitar su ayuda: le encarga que se posesione de Aglauro y cambie sus intenciones, para que así Mercurio la haga víctima de su furia. Envidia hace lo que Minerva le pide, y Aglauro súbitamente empieza a sentir celos de la suerte de su hermana, deseada ahora por Mercurio.
Sabiendo esto Mercurio (por boca de la misma Aglauro) la transforma en una roca negra.

### Narciso y Eco
Envidia hace de nuevo su aparición en el mito de Narciso y Eco. Narciso era un bello joven del cual se enamoraban tanto muchachos como muchachas, e incluso ninfas, entre ellas Eco (la cual había sido castigada por Juno (Hera) a poder pronunciar solamente la última parte de lo que otros decían por haber hechizado con sus palabras a Júpiter (Zeus)). Eco se enamoró de Narciso, pero limitada por la maldición de Juno, terminó extinguiéndose por la pena hasta que solo quedó de ella su voz. 
Luego una muchacha desconocida -que también se había enamorado de Narciso y había sido rechazada - suplicó a Envidia que algún día el desdeñoso joven conociera el dolor del amor no correspondido; entonces Envidia hace que un día, estando Narciso muy sediento y habiéndose acercado a un río para beber agua, vea su reflejo y se sienta perdidamente atraído por él. Viendo Narciso que no podía tener a la persona que deseaba, acabó arrojándose al río y los dioses lo transformaron en la flor que lleva su nombre.

## Interpretaciones modernas

### En la psicología
En el ámbito de la psicología la envidia es definida como un sentimiento experimentado por aquel que desea intensamente algo poseído por otro. La envidia daña la capacidad de gozar. Se trata de una expresión impulsos destructivos que opera desde el comienzo de la vida. Es el factor más importante del socavamiento de los sentimientos de amor, ternura o gratitud. La envidia es un sentimiento enojoso contra otra persona que posee o goza de algo deseado por el individuo envidioso, quien tiene el impulso de quitárselo o dañarlo. A diferencia de los celos, que se basan en el amor y comprenden un vínculo de por lo menos tres personas, la envidia se da de a dos y no tiene ninguna relación con el amor. La persona envidiosa es insaciable porque su envidia proviene de su interior y por eso nunca puede quedar satisfecha, ya que siempre encontrará otro en quien centrarse.

### En el cristianismo católico
En el Catolicismo, Envidia es entendida como uno de los siete pecados capitales.
Como la codicia, la envidia se caracteriza por un deseo insaciable, sin embargo, difieren por dos grandes razones: Primero, la codicia está más asociada con bienes materiales, mientras que la envidia puede ser más general; segundo, aquellos que cometen el pecado de la envidia desean algo que alguien más tiene, y que perciben que a ellos les hace falta. Dante define esto como "amor por los propios bienes pervertido al deseo de privar a otros de los suyos." En el Purgatorio de Dante, el castigo para los envidiosos era el de cerrar sus ojos y coserlos, porque habían recibido placer al ver a otros caer. [cita requerida]. En el seno de la doctrina estoica llegó a definirse la envidia como "tristeza por los bienes ajenos", entendiéndose como "bienes" tanto los materiales como los espirituales.

## Representaciones
Suele ser retratada como un espectro femenino, que lleva en su cabeza infinidad de culebras, el tinte lívido; con serpientes en las manos. [cita requerida]